# Couloir maritime
Un couloir maritime est une zone normalement utilisée par les gros bateaux pour traverser régulièrement les océans, les mers ou les Grands Lacs. Au temps de la marine à voile, ces couloirs ont été non seulement déterminés par la répartition des masses de terre, mais aussi des vents dominants, dont la connaissance est cruciale pour les longs voyages. Les voies de circulation sont très importantes pour le commerce par voie maritime.

## Historique

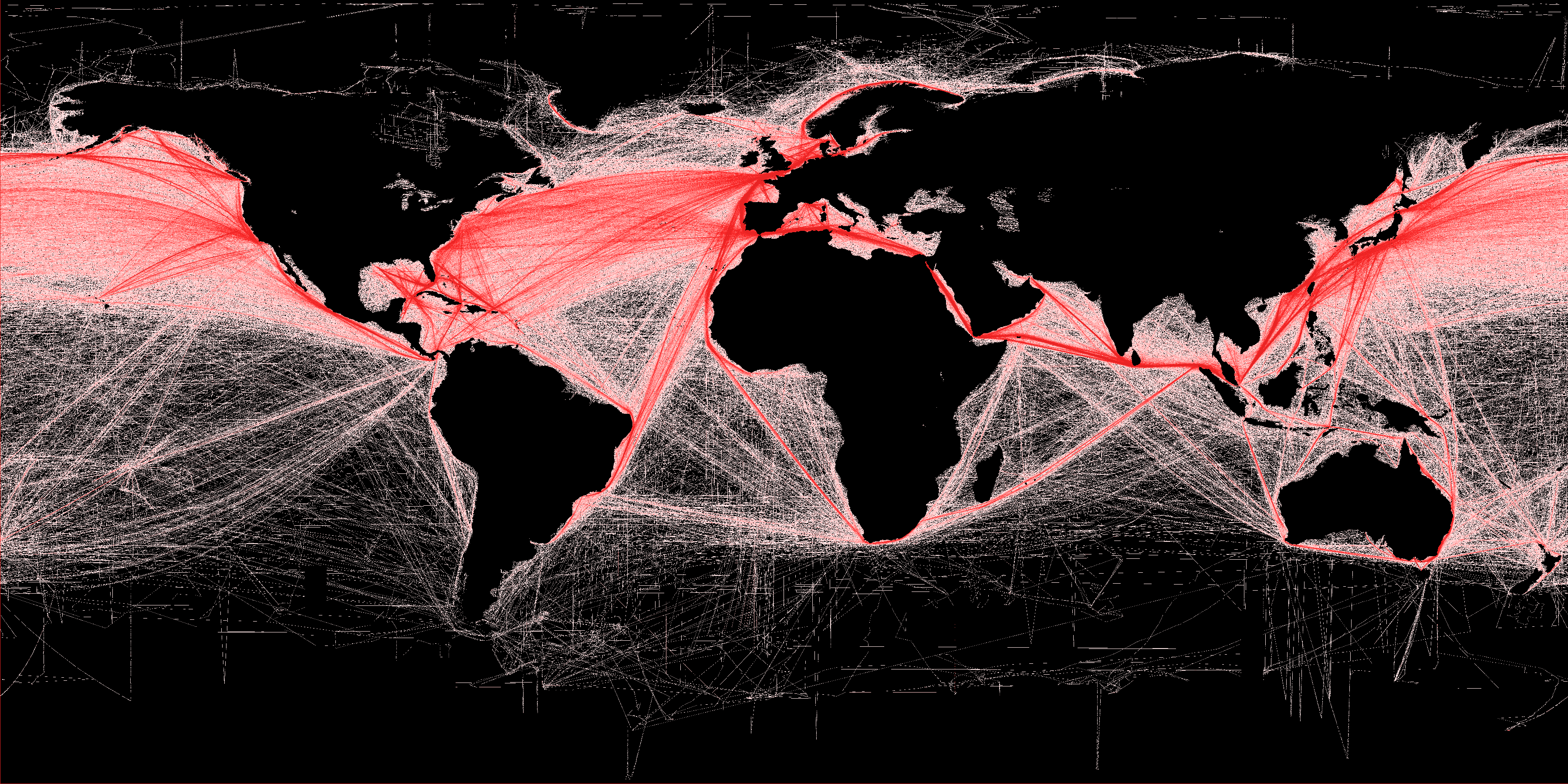
Carte des routes maritimes illustrant la densité de la navigation commerciale dans les océans (2012)

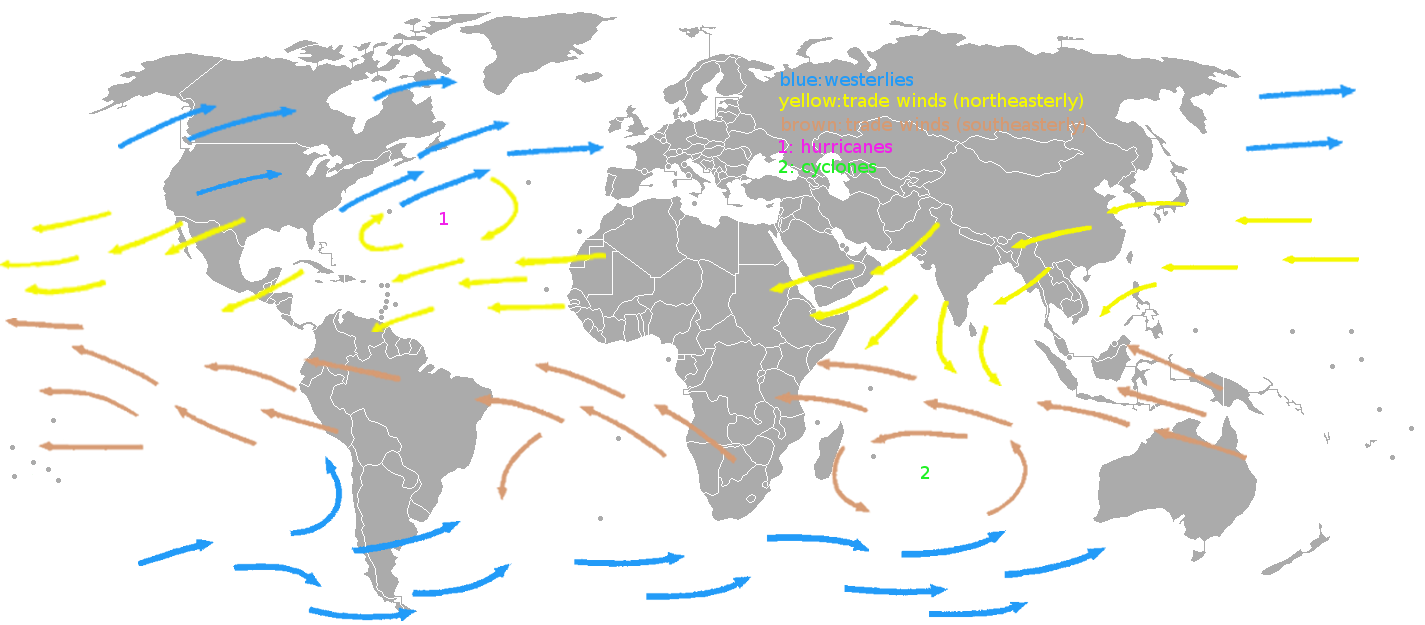
Les vents d'ouest et les alizés

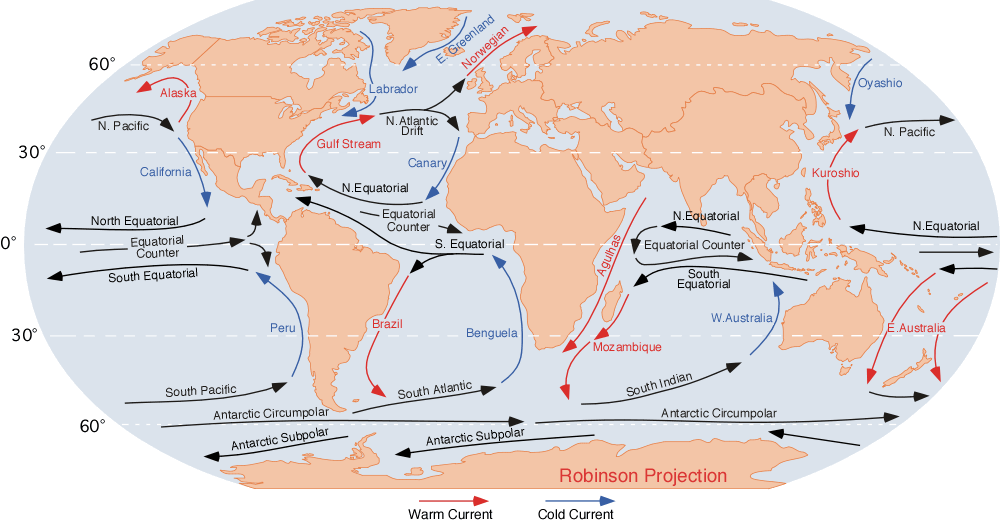
Les courants océaniques

La nécessité de mise en place de voies maritimes de l'Atlantique Nord est devenue évidente après le naufrage dans l'océan Arctique du paquebot américain SS Arctic entré en collision avec le paquebot français Vesta en octobre 1854, ce qui a entraîné la perte de plus de 300 vies. M. F. Maury, lieutenant de la US Navy, a d'abord publié un article intitulé « Steam Lanes Across the Atlantic » (« Les couloirs des vaisseaux à vapeur dans l'Atlantique ») dans ses Instructions nautiques proposant des voies maritimes le long de la latitude 42 en 1855. Un certain nombre de conférences internationales et des réunions de comités ont eu lieu en 1866, 1872, 1887, 1889 et 1891 toutes ont délégué la création de voies maritimes aux principales compagnies trans-atlantiques de l'époque; Cunard, White Star, Inman, National Line, Guion Line etc. En 1913-1914, la Convention internationale pour la sauvegarde de la vie humaine en mer s'est tenue à Londres, elle a une nouvelle fois réaffirmé que le choix des itinéraires dans l'Atlantique est laissé à la responsabilité des compagnies de navigation. Les routes maritimes ont été décidées en tenant compte des vents dominants. Les alizés permettent aux bateaux de naviguer vers l'ouest plus rapidement; la plupart du temps les voies maritimes en tirent parti. Les courants marins sont également pris en compte.
Les voies maritimes ont été choisies en fonction de l'importance des villes, ce qui explique certaines anomalies à l'égard des courants ou des vents, comme le fait que les voies de navigation ne sont pas choisies de façon optimale pour la route du Cap vers Rio de Janeiro par exemple (passant par Tristan da Cunha). Certains couloirs maritimes sont directement issus du positionnement des dispositifs de séparation du trafic, par exemple entre le DST du Cap Finisterre et le DST d'Ouessant, et ce dans les deux sens de circulation.
La Pax Britannica a été la période de 1815 à 1914 au cours de laquelle la Marine royale britannique contrôlait la plupart des routes principales du commerce maritime, et a également supprimé la piraterie et la traite négrière.
Pendant la Première Guerre mondiale, les U-boats allemands ont commencé à toucher les expéditions américaines et britanniques, les navires de commerce alliés n'empruntaient plus les voies maritimes et étaient escortés par des navires de la Marine.

## Utilisations
Bien que la plupart des navires n'utilisent plus la voile, le vent crée toujours des vagues, et cela peut provoquer de la gîte. Tenir compte de la direction des vents dominants est important pour les voies commerciales. Cependant, tout navire qui n'est pas engagée dans le commerce, ou qui est inférieur à une certaine longueur, doit préférablement éviter ces voies. Ce n'est pas uniquement à cause du risque de collision, mais aussi parce que les grands navires sont beaucoup moins maniables que les petits, et ont besoin de beaucoup plus de profondeur. Les petits navires peuvent ainsi facilement prendre des cours qui sont plus près du rivage. Contrairement à la circulation routière, il n'y a pas de tracé exact pour un navire.

## Menaces de voies de navigation
Bien que les voies de navigation soient utiles, elles peuvent représenter une menace dans certains cas:
- Les plongeurs doivent rester à l'écart des voies de navigation lors des plongées.
- Les petits bateaux doivent aussi faire de leur mieux pour éviter les voies de navigation. Comme elles sont très larges, il est possible que certaines sections ne soient pas utilisables en réalité (à cause de bancs de sable par exemple). Un risque peut exister lorsque le passage se rétrécit, par exemple entre les îles de l'océan Indien (par exemple près de l'Indonésie) ainsi qu'entre les îles du Pacifique (par exemple près des îles Marquises, Tahiti)
- Certains couloirs de navigation, tels que le Détroit de Malacca au large de l'Indonésie et les eaux au large de la Somalie sont des paradis notoires de pirates, les navires de passage courent un risque d'être attaqués et rançonnés.